# Monte di Zocca
Il Monte di Zocca (anche Cima di Zocca o pizzo di Zocca) (3.173 m s.l.m. è una cima dei monti della val Bregaglia, al confine tra l'Italia e la Svizzera. È situato fra la Val di Mello in provincia di Sondrio e la valle dell'Albigna a nord, una valle laterale della Val Bregaglia, nel cantone dei Grigioni. 
Il rifugio più vicino è il Rifugio Allievi-Bonacossa, situato a 1 106 m a est della vetta.